# Vene Erakond Eestis
Die Vene Erakond Eestis - VEE (deutsch Russische Partei in Estland, russisch Русская партия Эстонии) ist eine konservative Partei der russischsprachigen Einwohner Estlands, die sich vor allem für stärkere politische und soziale Rechte der ethnischen Minderheiten in Estland einsetzt.
Die Vene Erakond Eestis sieht sich als politische Vertreterin der russischsprachigen Minderheit und der russisch-orthodoxen Kirche in Estland. Die Partei konkurriert mit diesem Anspruch mit der Konstitutsioonierakond, die aber linksgerichtet ist.
Die VEE wurde im Oktober 1994 gegründet. 1996 vereinigte sie sich mit der Russischen Volkspartei (Vene Rahvapartei). 2003 schlossen sich drei weitere russischsprachige Parteien der VEE an: Vene Balti Erakond Eestis (VBEE), Vene Ühtsuspartei (VÜP) und Erakond Eestimaa Ühtsus (EÜ).
Bei der estnischen Parlamentswahl 2007 erhielt die VEE 0,2 % der abgegebenen Stimmen. Bei der Parlamentswahl 2011 stimmten 0,9 % für die Partei. Politisch ist die Vene Erakond Eestis bedeutungslos.
2012 fusionierte die Partei mit der Sotsiaaldemokraatlik Erakond.